# Mistrzostwa CONCACAF w piłce nożnej plażowej
Mistrzostwa CONCACAF w piłce nożnej plażowej (en. CONCACAF Beach Soccer Championship) – rozgrywane co dwa lata wspólne mistrzostwa w piłce nożnej plażowej zespołów z Ameryki Północnej, Ameryki Środkowej i Karaibów, będące turniejem kwalifikacyjnym do mistrzostw świata. W 2005 i 2007 mistrzostwa zostały zorganizowane wspólnie przez CONCACAF i CONMEBOL − w 2005 roku turniej nie był związany z kwalifikacją, w 2007 cztery najlepsze drużyny były uprawnione do gry w mistrzostwach świata. W 2006 oraz od 2008 roku, z powodu znacznej liczby drużyn z obu konfederacji, mistrzostwa organizowane są oddzielnie. Do 2009 roku turniej organizowany był co roku, od tego czasu, wraz ze zmianą terminów mistrzostw świata, co dwa lata. Dwie najlepsze drużyny uprawnione są do udziały w dalszych rozgrywkach. 

## Mistrzostwa CONCACAF-CONMEBOL
| Rok            | Miejsce                              | Końcowy           | Końcowy | Końcowy    | Mecz o 3 miejsce  | Mecz o 3 miejsce | Mecz o 3 miejsce |
| Rok            | Miejsce                              | Mistrz            | Wynik   | Wicemistrz | Trzecie miejsce   | Wynik            | Czwarte miejsce  |
| -------------- | ------------------------------------ | ----------------- | ------- | ---------- | ----------------- | ---------------- | ---------------- |
| 2005 Szczegóły | Copacabana, Rio de Janeiro, Brazylia | Brazylia          | 5 – 2   | Urugwaj    | Stany Zjednoczone | 4 – 2            | Argentyna        |
| 2007 Szczegóły | Acapulco, Meksyk                     | Stany Zjednoczone | 4 – 3   | Urugwaj    | Argentyna         | 6 – 5            | Meksyk           |

### Medaliści
| Zespół            | Mistrzostwo | Wicemistrzostwo | Trzecie miejsce | Czwarte miejsce |
| ----------------- | ----------- | --------------- | --------------- | --------------- |
| Stany Zjednoczone | 1 (2007)    | –               | 1 (2005)        | –               |
| Brazylia          | 1 (2005)    | –               | –               | –               |
| Urugwaj           | –           | 2 (2005, 2007)  | –               | –               |
| Argentyna         | –           | –               | 1 (2007)        | 1 (2005)        |
| Meksyk            | –           | –               | –               | 1 (2007)        |

## Mistrzostwa CONCACAF
| Rok            | Miejsce                 | Końcowy           | Końcowy | Końcowy    | Mecz o 3 miejsce  | Mecz o 3 miejsce | Mecz o 3 miejsce  |
| Rok            | Miejsce                 | Mistrz            | Wynik   | Wicemistrz | Trzecie miejsce   | Wynik            | Czwarte miejsce   |
| -------------- | ----------------------- | ----------------- | ------- | ---------- | ----------------- | ---------------- | ----------------- |
| 2006 Szczegóły | Puntarenas, Kostaryka   | Stany Zjednoczone | N/A     | Kanada     | Kostaryka         | N/A              | Meksyk            |
| 2008 Szczegóły | Puerto Vallarta, Meksyk | Meksyk            | N/A     | Salwador   | Stany Zjednoczone | N/A              | Kostaryka         |
| 2009 Szczegóły | Puerto Vallarta, Meksyk | Salwador          | 6 – 3   | Kostaryka  | Meksyk            | 5 – 4            | Stany Zjednoczone |
| 2011 Szczegóły | Puerto Vallarta, Meksyk | Meksyk            | 5 – 3   | Salwador   | Stany Zjednoczone | 7 – 5            | Kostaryka         |
| 2013 Szczegóły | Bahamy, Bahamy          | Stany Zjednoczone | 5 – 4   | Salwador   | Meksyk            | 8 – 7            | Kostaryka         |

### Medaliści
| Zespół            | Mistrzostwo    | Wicemistrzostwo     | Trzecie miejsce | Czwarte miejsce     |
| ----------------- | -------------- | ------------------- | --------------- | ------------------- |
| Stany Zjednoczone | 2 (2006, 2013) | –                   | 2 (2008, 2011)  | 1 (2009)            |
| Meksyk            | 2 (2008, 2011) | -                   | 2 (2009, 2013)  | 1 (2006)            |
| Salwador          | 1 (2009)       | 3 (2008, 2011,2013) | –               | –                   |
| Kostaryka         | –              | 1 (2009)            | 1 (2006)        | 3 (2008, 2011,2013) |
| Kanada            | –              | 1 (2006)            | –               | –                   |